# Newsong e.p.
「newsong e.p.」（ニューソング・イーピー）は、tacicaの6枚目のシングル。2012年1月18日にSME Recordsから発売された。

## 解説
前作「命の更新」から約10ヶ月ぶりのシングル。
表題曲「newsong」はテレビアニメ『NARUTO -ナルト- 疾風伝』オープニングテーマとなっており、tacicaとして初のタイアップ曲である。
初回仕様限定盤には『NARUTO』"尾獣"透明ステッカーが封入されている。ちなみに、表題曲が2曲目に収録されている。

## 収録曲
全曲　作詞・作曲：猪狩翔一、編曲：tacica・湯浅篤
1. wondermole [2:27]
2. newsong [3:31]
  - テレビ東京系アニメ『NARUTO -ナルト- 疾風伝』オープニングテーマ [1]。
3. 孵化 [5:08]
4. 発明 [4:00]